# Pràxies
Les pràxies són uns exercicis que es fan amb els òrgans bucofonadors per tal d'enfortir, tonificar i exercitar la mobilitat dels llavis, llengua i/o mandíbula. Aquests exercicis es fan amb l'objectiu d'entrenar els òrgans citats anteriorment que estan directament relacionats amb la producció de diferents sons de la parla. Així contribuiran a la millora de la parla.
Alguns exemples de pràxies: 
- Pràxies linguals: la creu (la llengua en punxa amunt- avall, dreta- esquerra) el gelat (la llengua ressegueix el contorn de tot el llavi)
- Pràxies labials: petons (recollim els dos llavis i fem petons), fem pets amb els llavis
- Pràxies mandíbular: el dràcula (les dents superior mosseguen el llavi inferior, després les dents inferior mosseguen el llavi superior)

Aquest tipus d'exercicis s'han de fer en sessions breus i amb certes repeticions de cadascun.